# Đảo Reichenau
Đảo Reichenau  (tiếng Đức: [ˈʁaɪçənaʊ]) là một hòn đảo nằm trên hồ Constance, thuộc huyện Konstanz, tỉnh Freiburg, bang Baden-Württemberg, miền Nam nước Đức. Với tổng diện tích đất 4,3 km2 (1,7 dặm vuông Anh), chu vi là 11 km (6,8 mi), hòn đảo có chiều dài 4,5 km (2,8 mi) và rộng nhất đạt 1,5 km (0,93 mi). Điểm cao trung bình so với mặt hồ là 43 m (141 ft) và điểm cao nhất đạt 438,7 m (1.439 ft) so với mực nước biển.
Reichenau được kết nối với đất liền bằng một đường đắp cao hoàn thành vào năm 1838, nằm giữa tàn tích của lâu đài Schopflen và đầu phía đông của đảo Reichenau có chiều dài 95 m (312 ft) và rộng 10 m (33 ft) được gọi là Bruckgraben. Một cây cầu đường bộ thấp cho phép những chiếc thuyền thông thường ngoại trừ thuyền buồm qua lại.

## Lịch sử
Tu viện được một người có tên là Thánh Pirmin thành lập vào năm 724. Ông đã rời khỏi Tây Ban Nha nhằm trốn chạy những người Moor. Tu viện phát triển khi Pirmin rời đi. Với những cải cách sau đó, tu viện trở thành trường học, thư viện sách quan trọng với rất nhiều các cuốn sách quý, trong đó người có công lớn là Reginbert của Reichenau. Ngoài ra là rất nhiều các bản thảo viết tay nổi tiếng khắp châu Âu, các tác phẩm nghệ thuật. Những năm tiếp theo, có rất nhiều những học giả, nhà thơ đã sống ở đây như Walahfrid Strabo, Berno của Reichenau. Đến cuối thế kỷ 11, dưới thời Giáo hoàng Grêgôriô VII, tu viện bắt đầu suy yếu, ảnh hưởng từ Tu viện Thánh Gall.
Tu viện Reichenau là nơi chôn cất Burchard III và Herman I, hai vị công tước xứ Swabia.

## Mô tả
Tu viện Reichenau nằm trên đảo được UNESCO công nhận là Di sản thế giới. Thánh đường nhà thờ dành riêng cho Đức Mẹ Maria và Thánh sử Máccô. Hai nhà thờ nữa được xây dựng trên đảo tận hiến cho Thánh George, Thánh Phêrô và Thánh Phaolô. Các tác phẩm nghệ thuật nổi tiếng của Reichenau bao gồm các bức tranh tường Ottoman Phục hưng trong nhà thờ Thánh George như là Phép là của Chúa tồn tại là thường từ thế kỷ thứ 10. Người bảo hộ tu viện sống trong một tòa nhà bằng đá hai tầng có hai khung gỗ được thêm vào thế kỷ 14 là một trong những tòa nhà khung gỗ lâu đời nhất ở miền nam nước Đức.
Ngày nay hòn đảo này cũng nổi tiếng với các trang trại rau. Wollmatinger Ried là một khu bảo tồn thiên nhiên rộng lớn, một vùng đất ngập nước nhiều lau sậy được cư trú bởi nhiều loài chim như là một điểm dừng chân trong chuyến di cư hàng năm của chúng.

## Hình ảnh

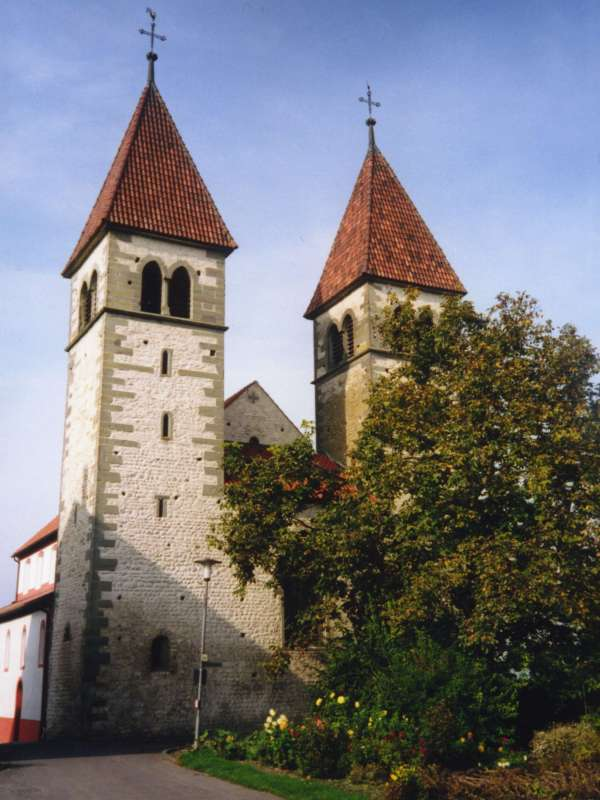
Tòa tháp thế kỷ 15 trên nhà thờ La Mã của Thánh Phêrô và Phaolô ở Reichenau-Niederzell
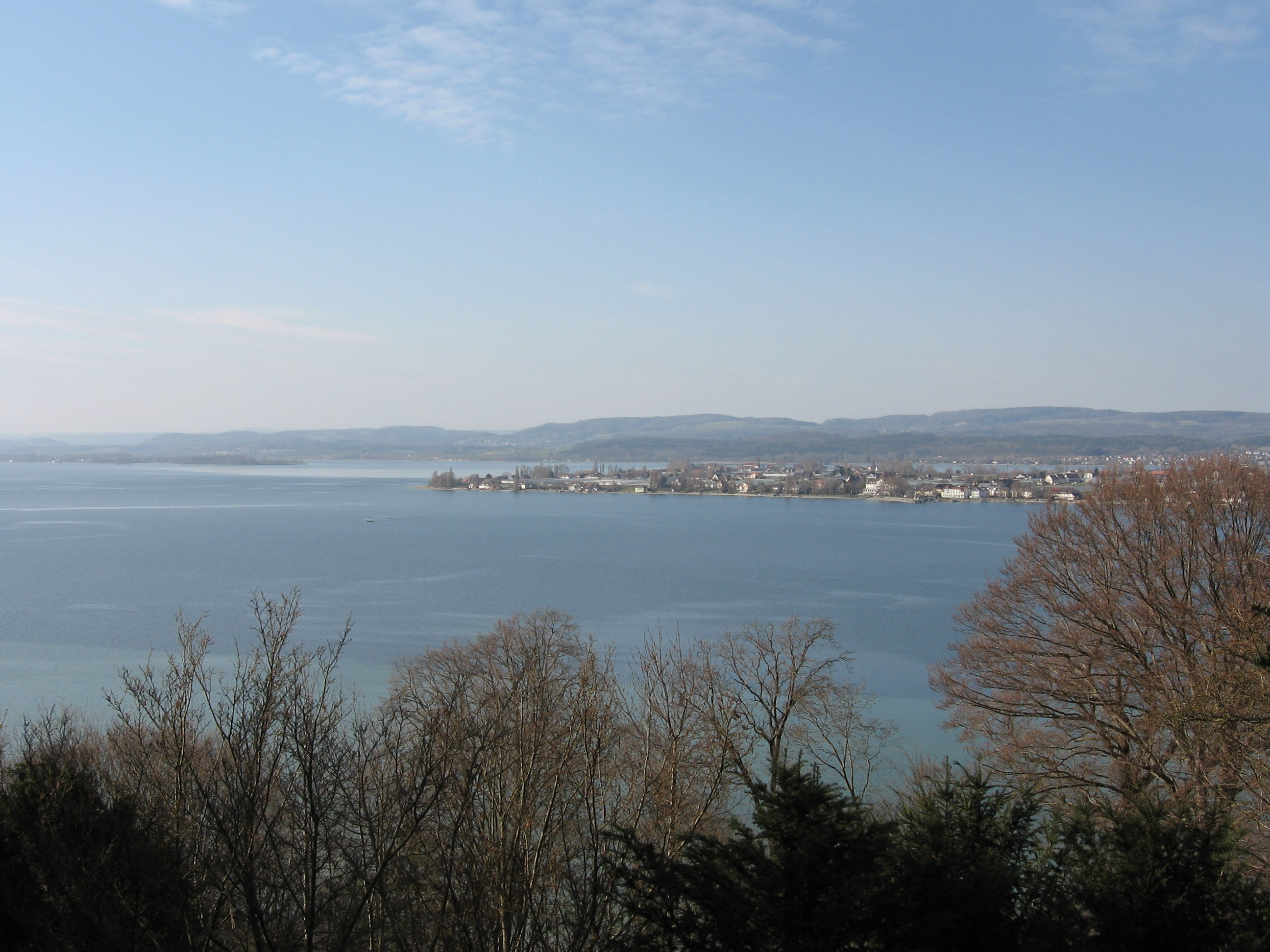
Tây nam đảo Reichenau
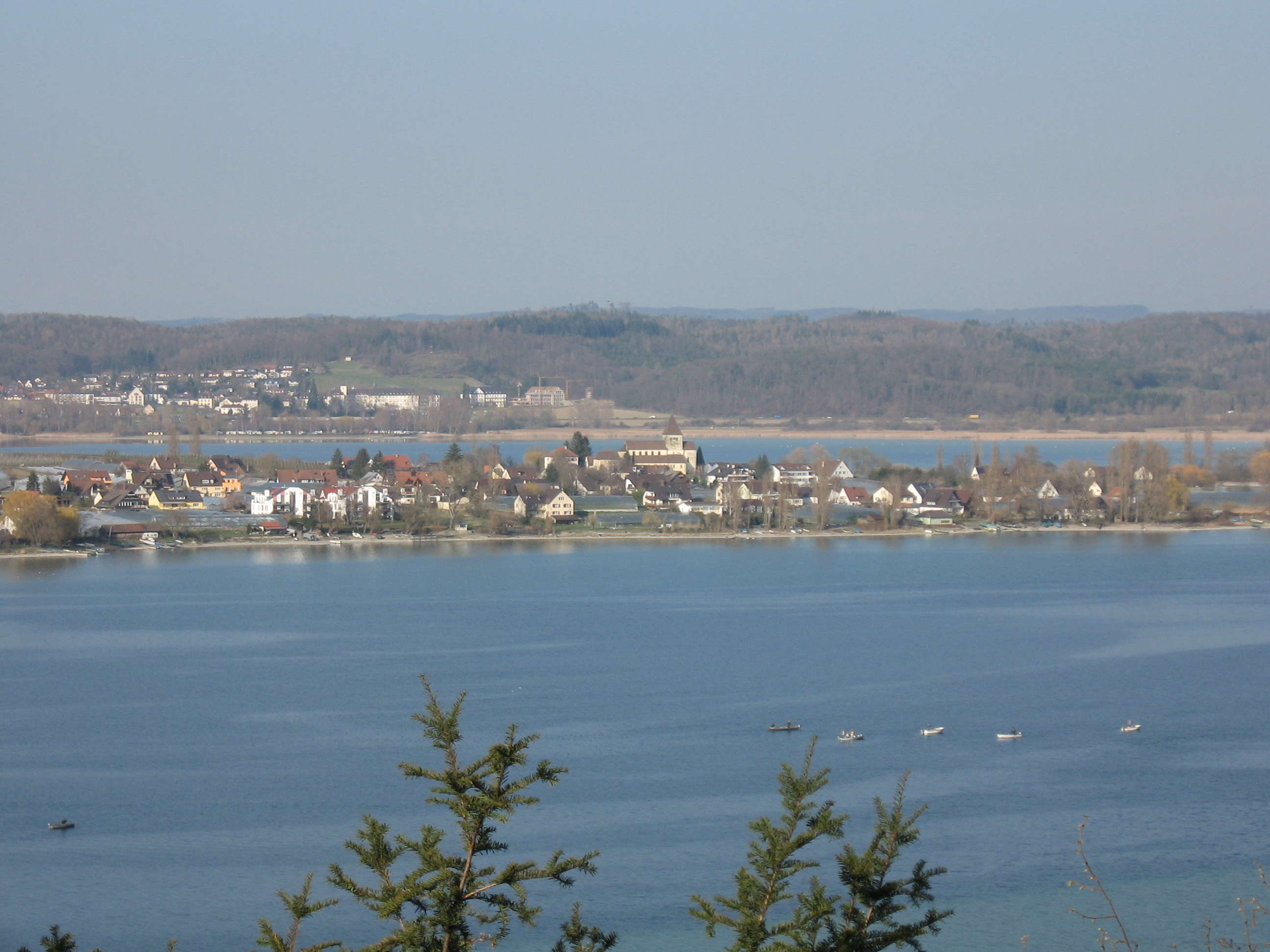
Đông nam đảo Reichenau
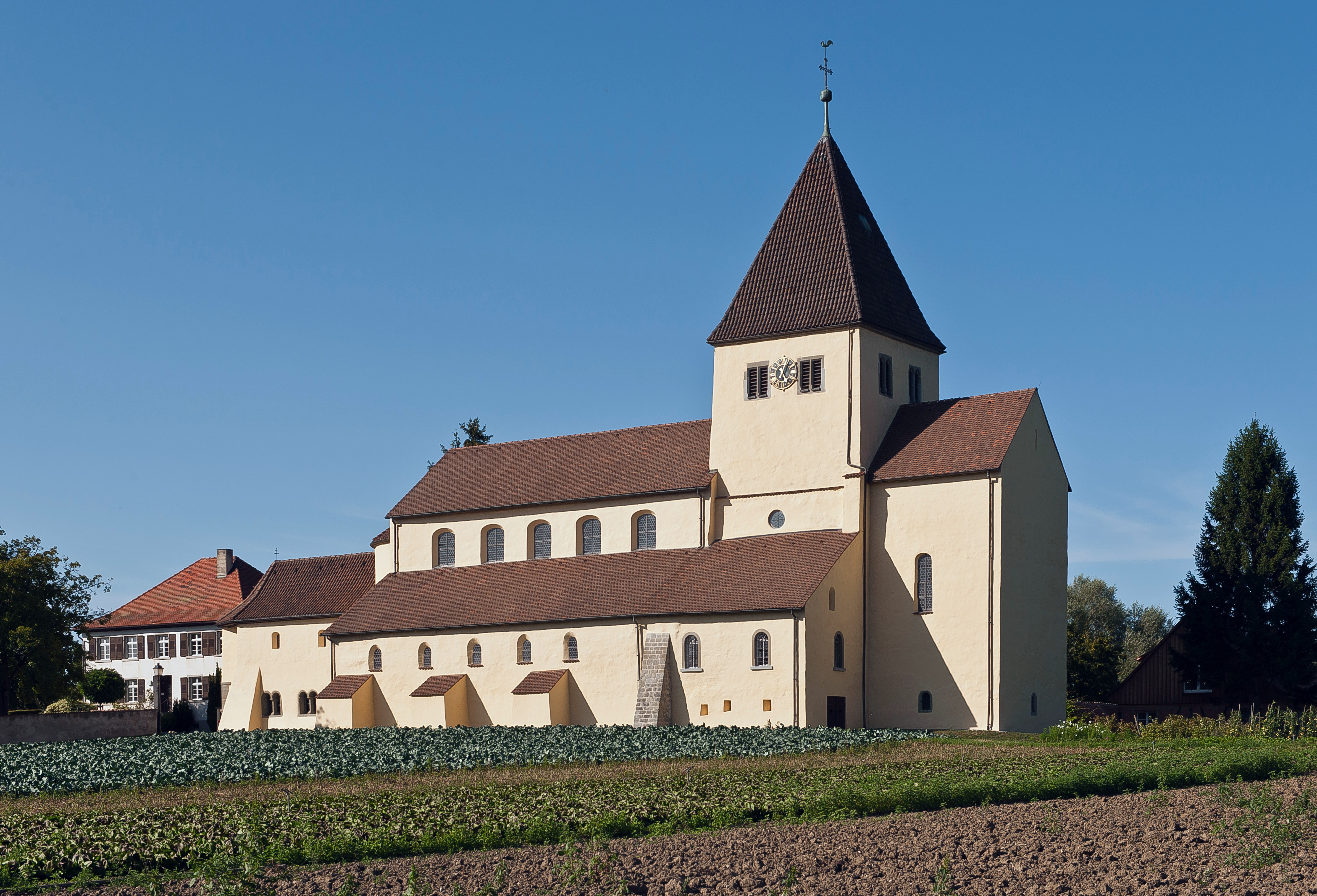
Nhà thờ Thánh George, Reichenau-Oberzell
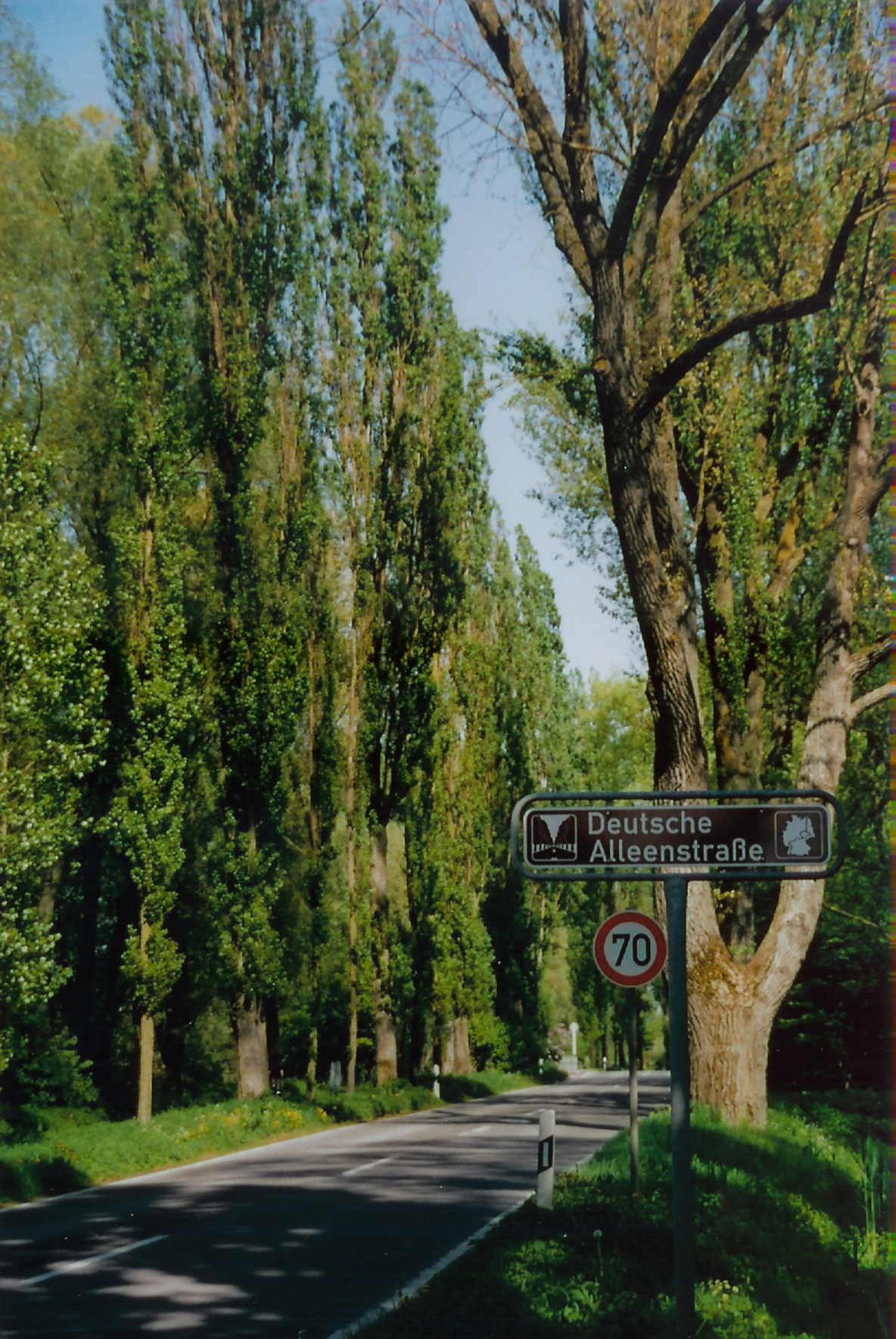
Con đường cây dương tới đảo Reichenau
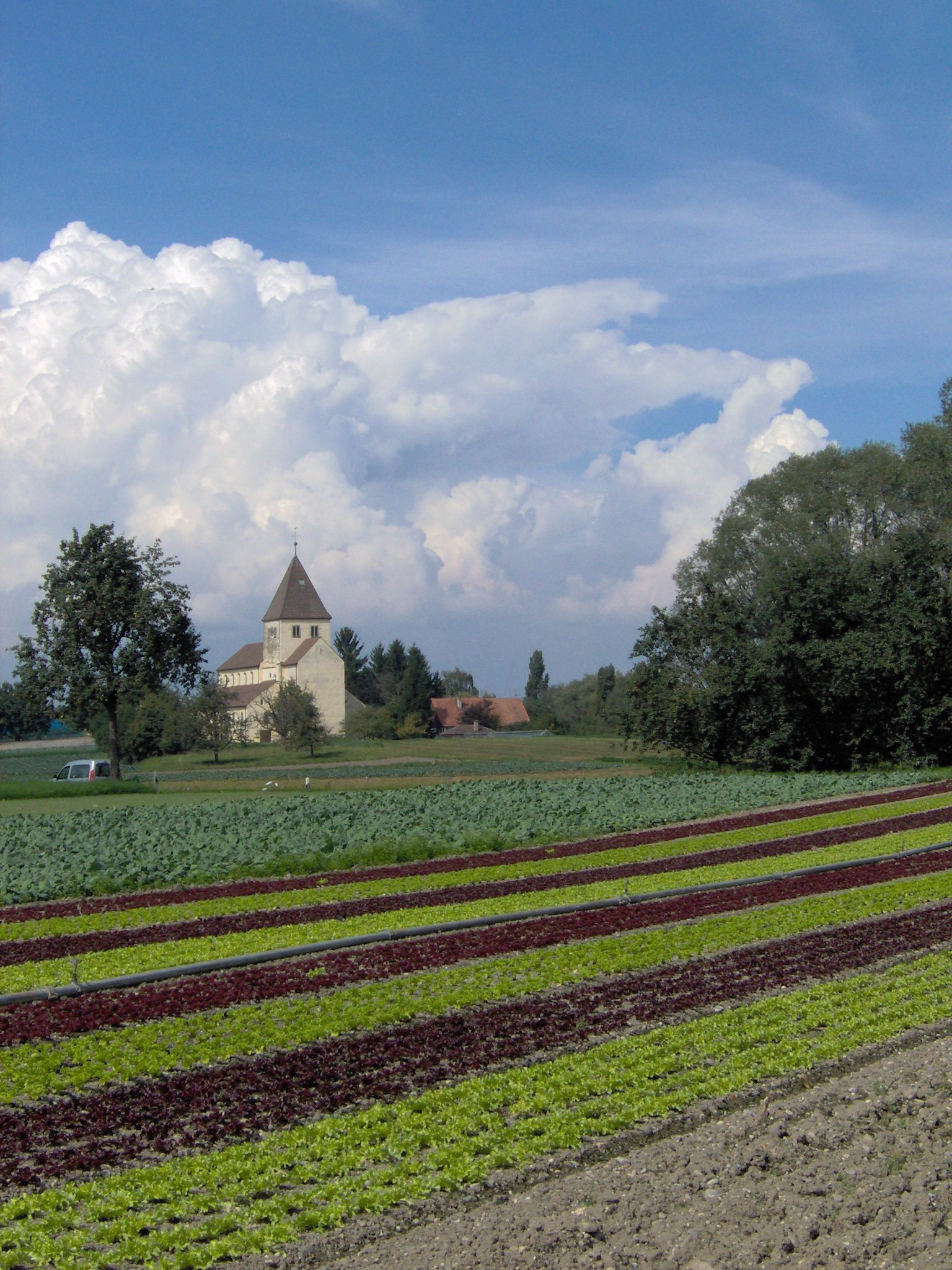
Một trong nhiều cánh đồng rau của hòn đảo